# دایناپاک

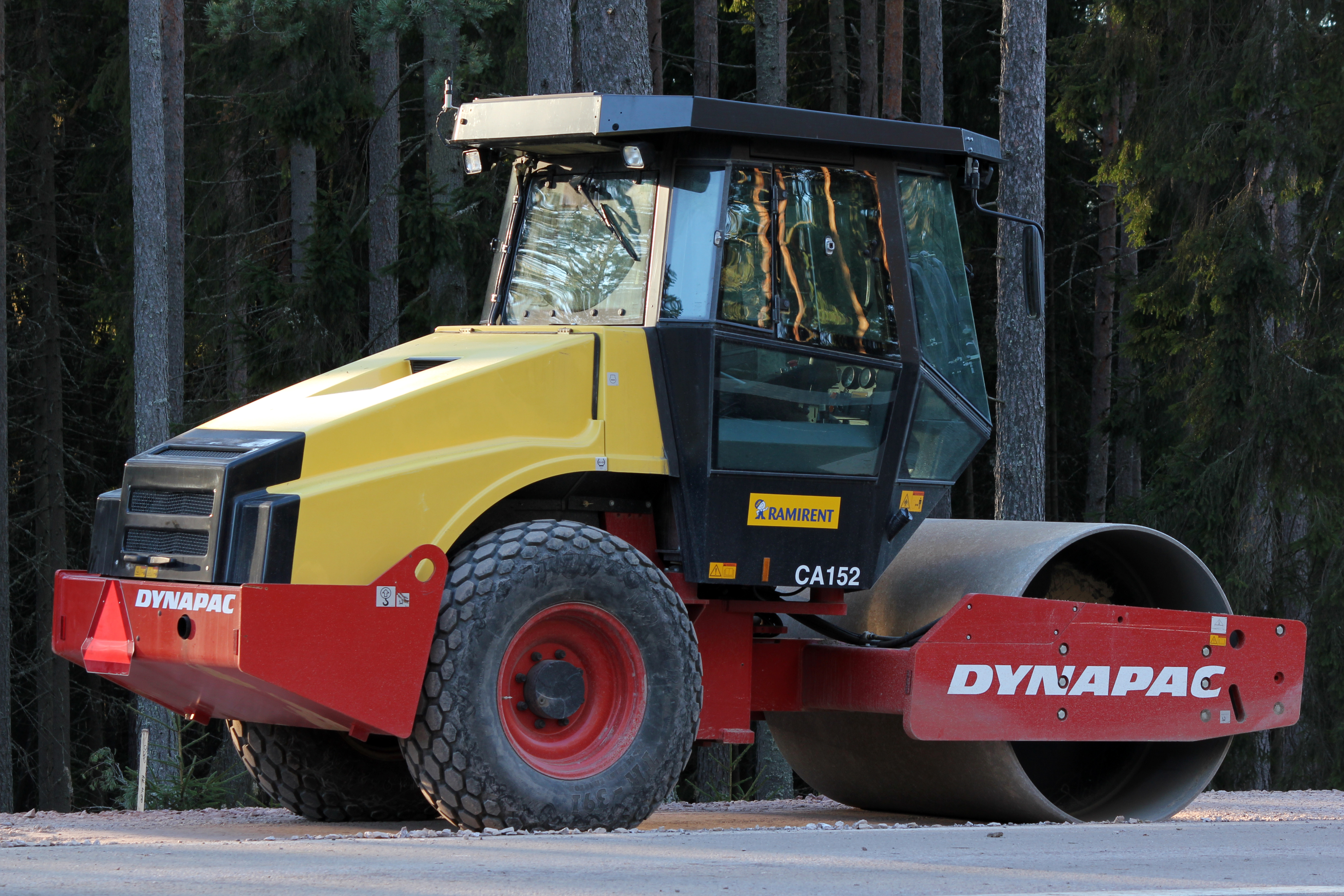
غلتک تولیدشده توسط شرکت دایناپاک سوئد

دایناپاک (به سوئدی: Dynapac)، یک شرکت سوئدی در زمینهٔ مهندسی‌مکانیک، واقع در شهر کلسکرونا می‌باشد که در سال ۱۹۳۴ تأسیس شد و اکنون در هفت‌کشور دارای شرکت تابعه می‌باشد. این شرکت فینیشر، بلبرینگ، فیدرهای متحرک و غلتک تولید می‌کند.